# Bischoffena bischoffensis
Bischoffena bischoffensis é uma espécie de gastrópode da família Charopidae.
É endémica da Austrália.
Os seus habitats naturais são: florestas temperadas e florestas subtropicais ou tropicais húmidas de baixa altitude.